# Марія Іммакулата Австрійська
Марія Іммакулата Австрійська (нім. Maria Immakulata von Österreich), також Марія Іммакулата Габсбург-Лотаринзька (нім. Maria Immakulata von Habsburg-Lothringen) та Марія Іммакулата Австро-Тосканська; 3 вересня 1878 — 25 листопада 1968) — ерцгерцогиня Австрійська з династії Габсбургів, принцеса Богемії, Угорщини та Тоскани, донька ерцгерцога Австрійського Карла Сальватора та сицилійської принцеси Марії Іммакулати де Бурбон, дружина герцога Вюртемберзького Роберта.

## Біографія
Марія Іммакулата народилась 3 вересня 1878 року у Бадені поблизу Відня. Вона була сьомою дитиною та п'ятою донькою в родині ерцгерцога Австрійського Карла Сальватора та його дружини Марії Іммакулати Бурбон-Сицилійської. Дівчинка мала старших братів Леопольда Сальватора, Франца Сальватора та Альбрехта Сальватора й сестер Марію Терезію, Кароліну та Марію Антонію. Молодші брати та сестра пішли з життя в ранньому віці.
Батько був військовиком, але через ревматизм був змушений покинути армію. Цікавився технічними дисциплінами. Жила родина у Відні при дворі Франца Йозефа I, з яким Карл Сальватор товаришував. Ерцгерцога не стало, коли Марії Іммакулаті було 13. Матір заміж більше не виходила.

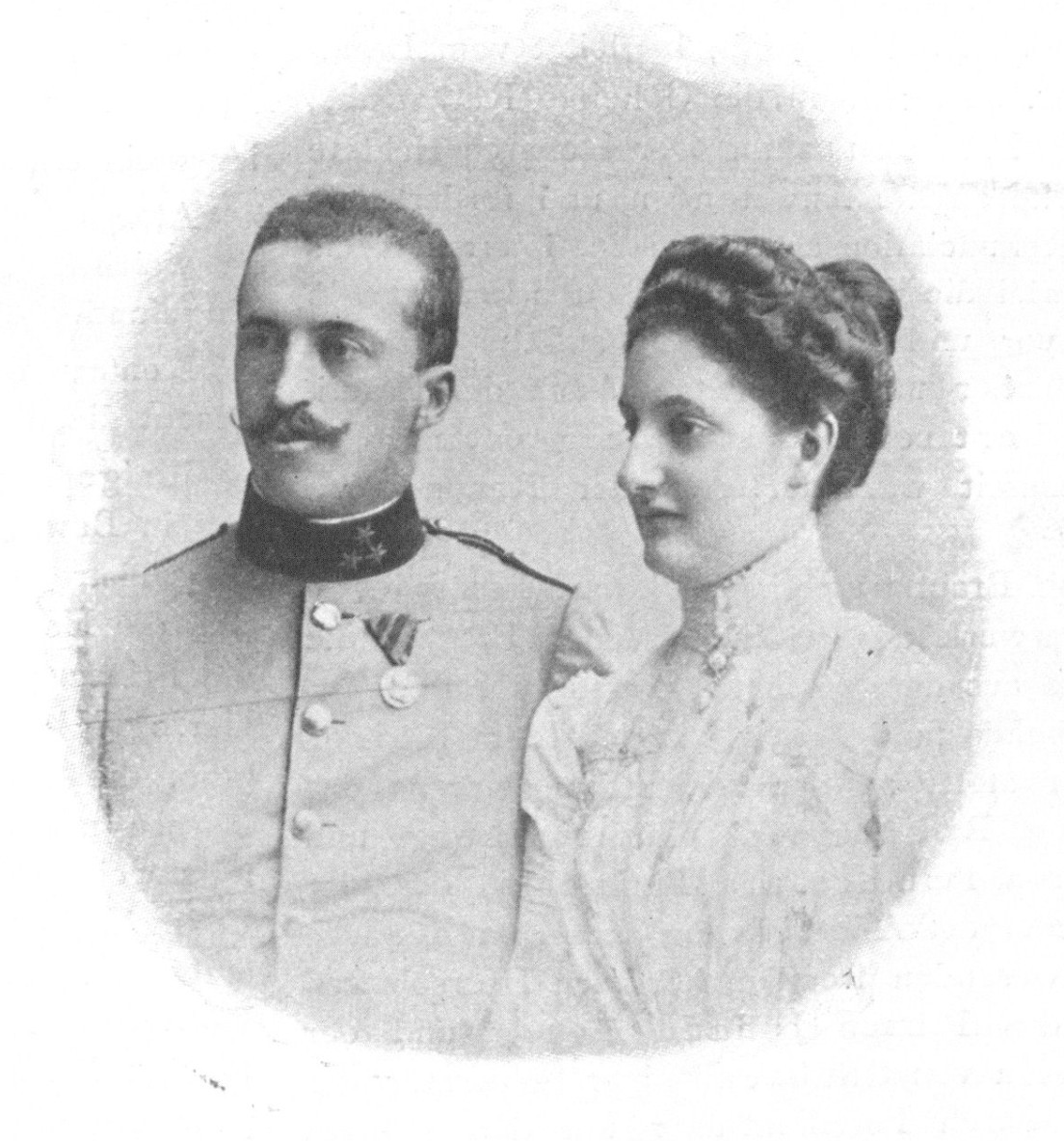
Марія Іммакулата та Роберт Вюртемберзький, 1 листопада 1900

У віці 22 років Марія Іммакулата побралася із 27-річним герцогом Вюртемберзьким Робертом, який доводився їй троюрідним братом з материнської лінії. Вінчання відбулося в каплиці Гофбургу 29 жовтня 1900 року. На весіллі були присутніми весь двір й сам імператор Франц Йозеф I. Шию нареченої прикрашав його подарунок: діамантове намисто від придворного ювеліра Кьохерта, за яке було заплачено 20000 крон. Після церемонії відбувся бенкет на 150 осіб в імператорському палаці. Франц Йозеф підняв тост за молодят, виказавши живе задоволення з приводу утворення нового союзу між династіями Габсбургів та Вюртембергів. Після бенкету на честь молодої пари був даний концерт.
Дітей у подружжя не було.
Під час Першої світової чоловік Марії Іммакулати очолював кавалерійську бригаду. Після падіння монархії вони переїхали до Альтсгаузена, де була резиденція Альбрехта Вюртемберзького, старшого брата Роберта.
Герцог помер у квітні 1947 року. Марія Іммакулата продовжила жити в Альтсгаузені. Вюртемберги любили свою родичку і ласкаво кликали її тітка Капрічі. Герцогиня пережила чоловіка на двадцять років і пішла з життя у листопаді 1968-го. Обоє поховані у церкві Святого Михайла, що є частиною Альтсгаузенського замку.

## Цікаві факти
- Свою коштовну рубінову парюру з діамантами від віденського ювеліра Кьохерта[4] Марія Іммакулата подарувала Діані Орлеанській перед її весіллям з її племінником Карлом.[2]

## Титули
- 3 вересня 1878—29 жовтня 1900 — Її Імператорська та Королівська Високість Ерцгерцогиня та Імператорська Принцеса Марія Іммакулата Австрійська, Королівська Принцеса Угорщини, Богемії та Тоскани;
- 29 жовтня 1900—25 листопада 1968 — Її Імператорська та Королівська Високість Герцогиня Марія Іммакулата Вюртемберзька, Ерцгерцогиня та Імператорська Принцеса Австрії, Королівська Принцеса Угорщини, Богемії та Тоскани.